# Águila romana

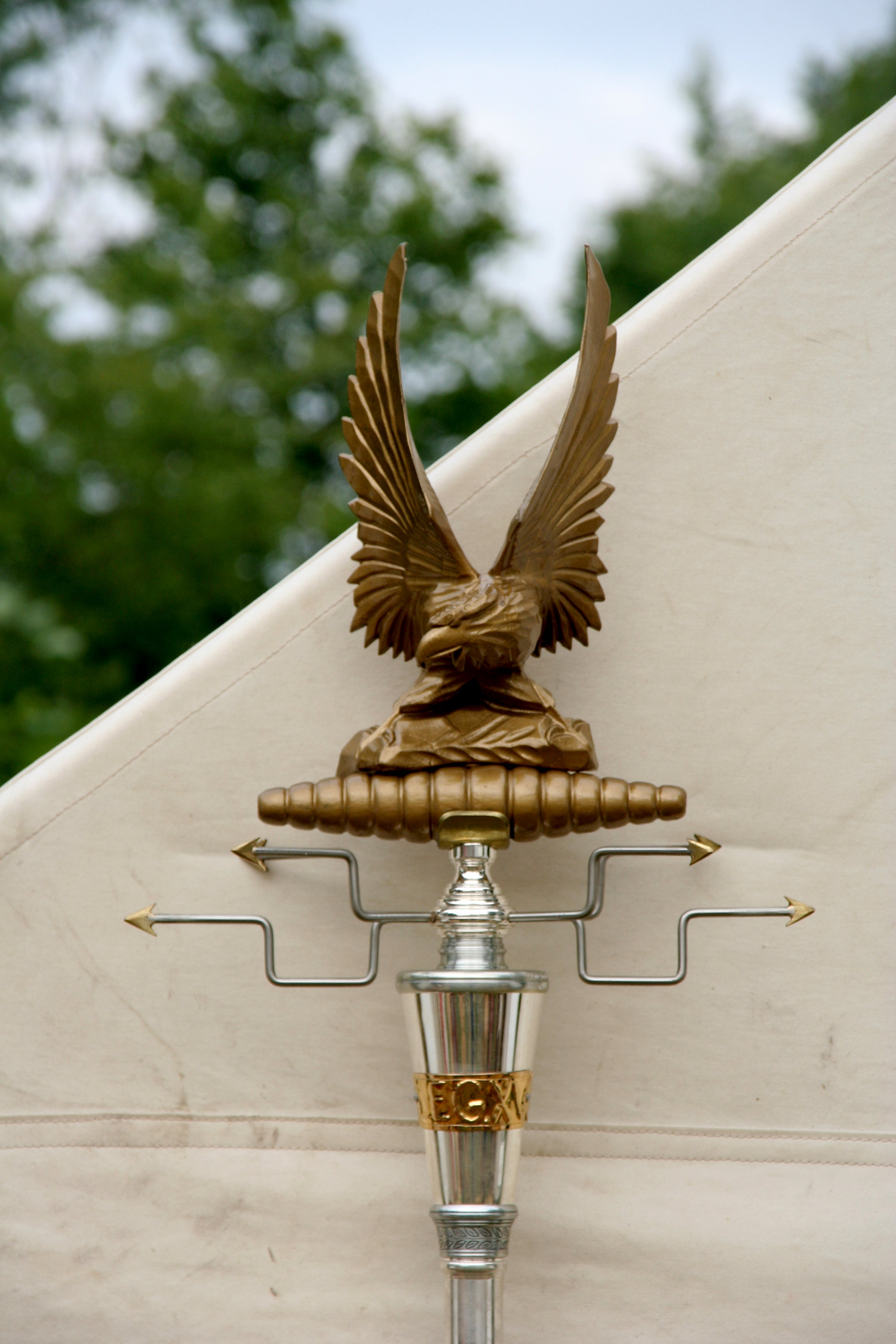
Una moderna reconstrucción de un aquila.

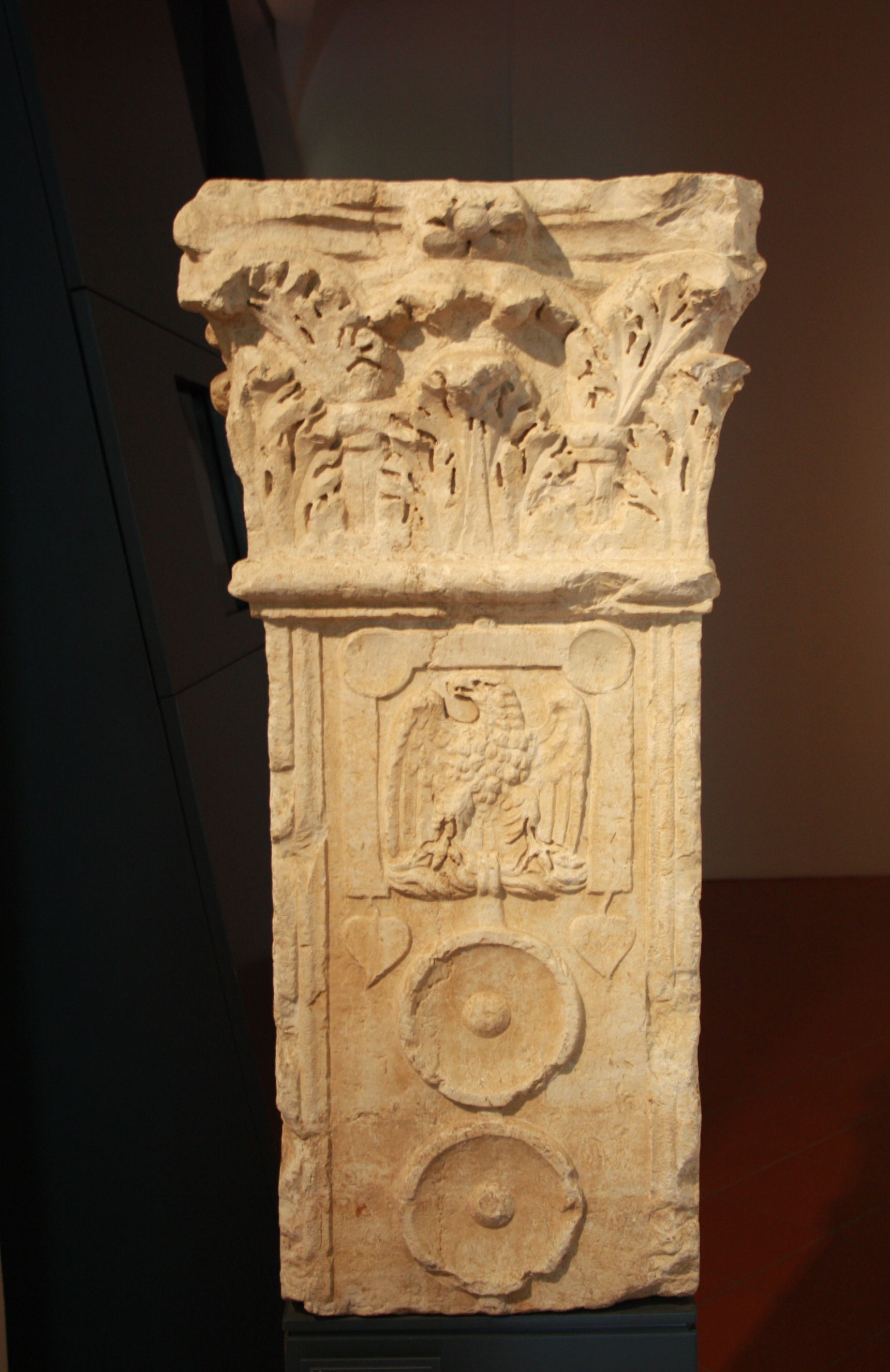
Relieve funerario de un Aquilifer procedente de Brescia (Italia) decorado con un Aquila legionaria, cuya asta está condecorada con dos phalerae o pateras, obtenidas por el valor de los legionarios de una legión desconocida, aunque posiblemente una de las reclutadas en época de Julio César durante la guerra de las Galias.

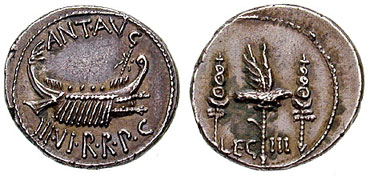
Denario acuñado por Marco Antonio para pagar a sus legiones. En el reverso, el aquila de su III Legión.

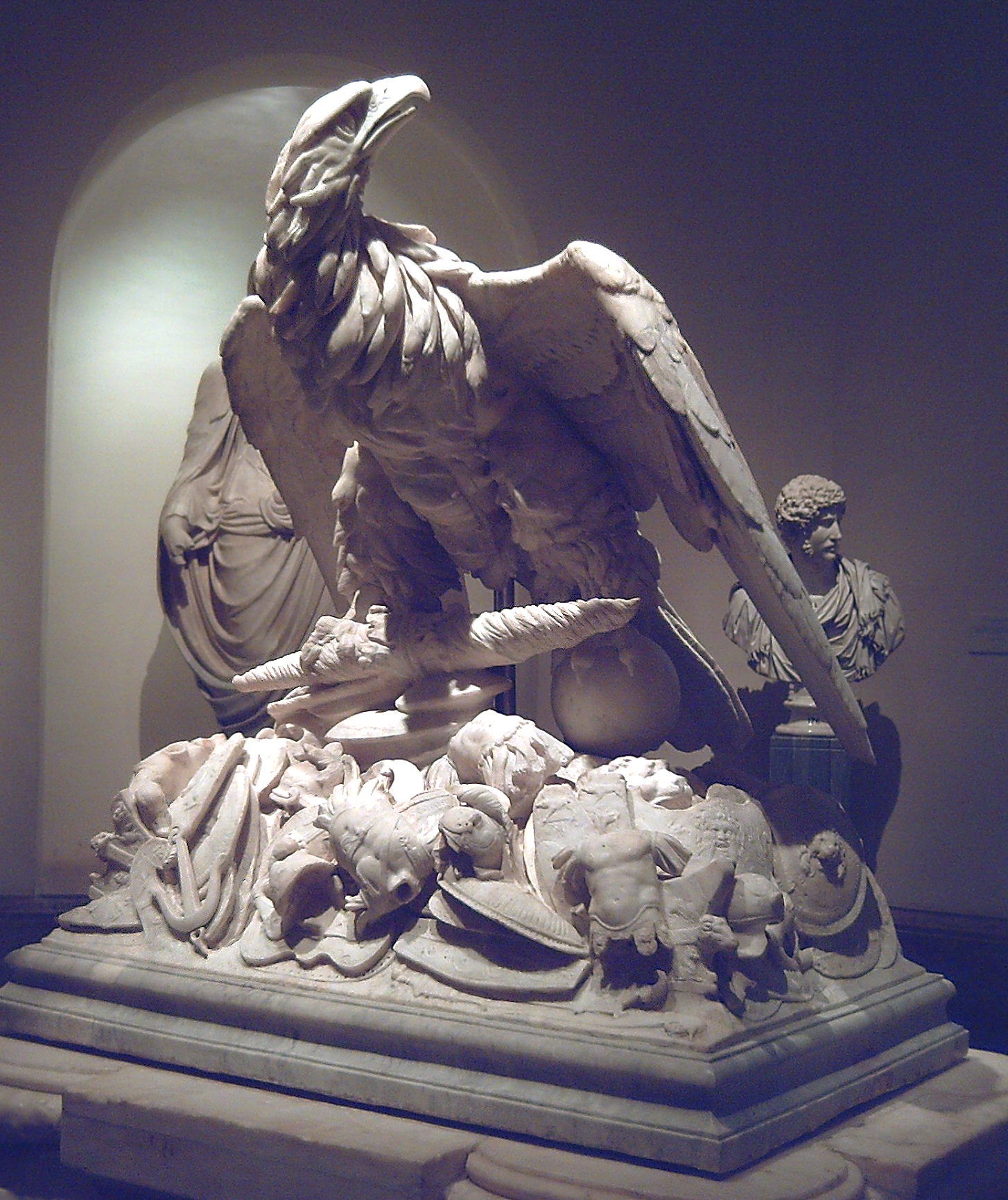
Escultura de un águila romana y armas, probablemente del mausoleo del general Mesala (Prado, Madrid).

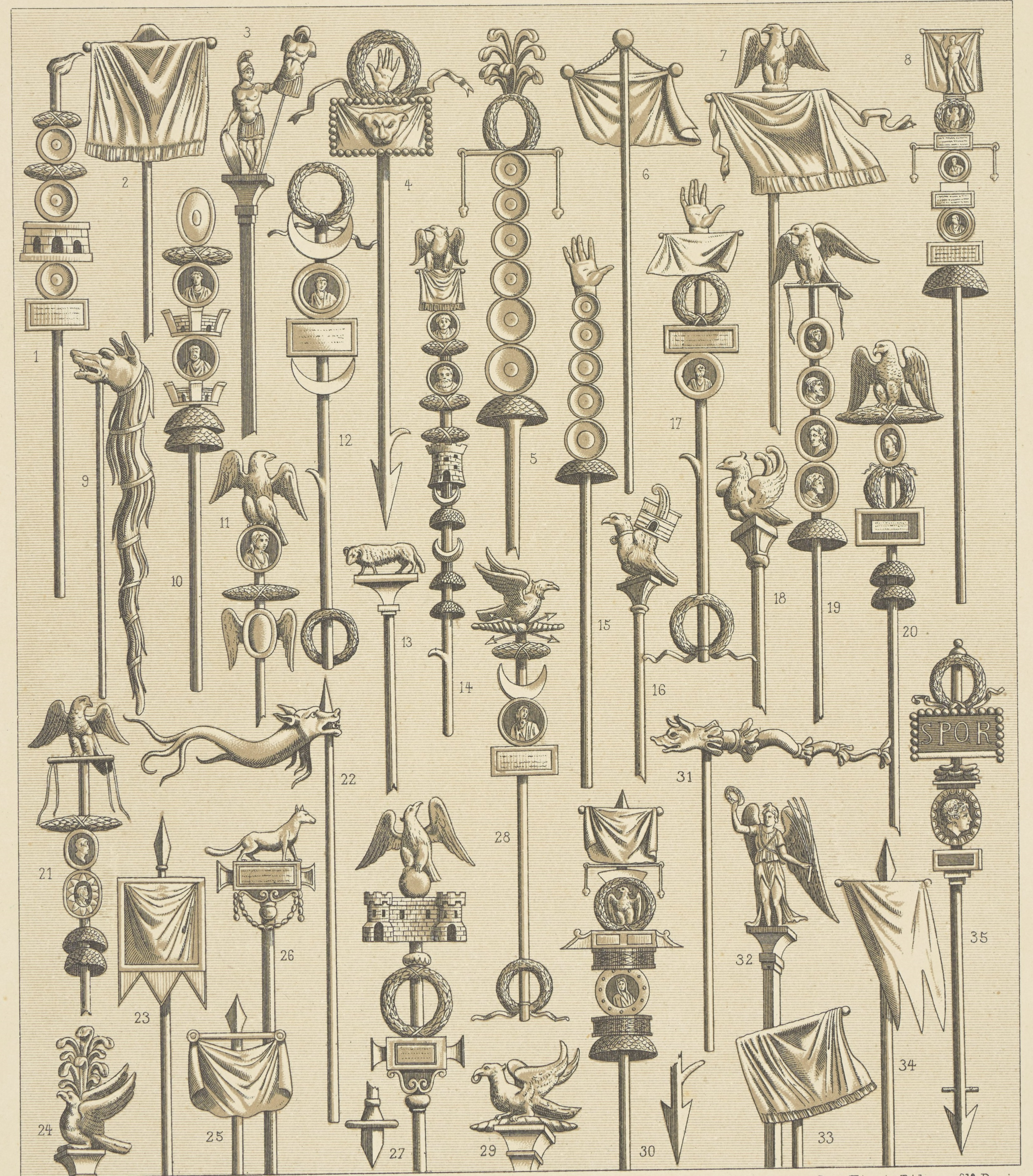
A. Racinet

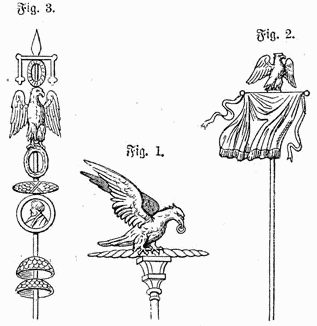
Reconstrucciones de Aquilae del.

El águila romana (en latín: aquila) era un símbolo de las legiones romanas, el más importante de los signa militaria, que eran las insignias y vexilla (banderas) romanas. Representa el Águila de Jove (Aetos), al ser Jove el 'Padre del Estado Romano'.

## Orígenes
El estandarte más antiguo empleado por los romanos se dice haber sido un puñado (maniple) de paja fijado en lo alto de una lanza o poste. De ahí que la compañía de soldados que pertenecían a ella se llamara simplemente manípulo. El ramo de paja o helecho pronto fue sustituido por figuras de animales, de los que Plinio el Viejo enumera cinco: el águila, el lobo, el minotauro, el caballo y el jabalí. 
En el segundo consulado de Cayo Mario (104 a. C.) los cuatro cuadrúpedos se dejaron de lado como estandartes, conservándose solamente el águila (Aquila). Estaba hecha de plata o bronce, con alas extendidas, pero probablemente era de tamaño pequeño, puesto que bajo Julio César en circunstancias de peligro el portador del estandarte (signifer) arrancaba el águila de su poste y la ocultaba entre los pliegues de su faja.

## Las aquilae imperiales
Con los emperadores posteriores el águila se llevaba, como ha ocurrido durante muchos siglos, con la legión, llamándose por ello a veces la legión simplemente aquila. Cada cohorte tenía como insignia propia la serpiente o el dragón, que estaba tejido sobre una pieza cuadrada de tela textilis anguis, elevado sobre un poste dorado, a la que se adaptó una barra transversal con tal propósito, y se la llevaba por el draconarius.
Otra figura usada en los estandartes era una bola (orbe), que se suponía emblema del dominio de Roma sobre el mundo; y por la misma razón una figura de bronce de la Victoria se fijaba a veces en lo alto del poste, tal como se ve esculpido, junto con estatuillas de Marte, en la columna trajana y el arco de Constantino. Bajo el águila u otro emblema a menudo se colocaba la cabeza del emperador reinante, que era objeto de adoración por el ejército. El nombre del emperador, o de aquel a quien reconocían como tal, a veces se inscribía del mismo modo. El mástil usado para llevar el águila tenía en su extremo inferior una punta de hierro (cuspis) para fijarlo al suelo, y permitir al aquilifer en caso de necesidad repeler un ataque.
Cada división menor de una cohorte, llamada centuria, tenía una insignia, inscrita con el número de la cohorte y de la centuria, conocida con el nombre de signum porque su parte superior culminaba en una mano. Esto, junto con las diversas crestas que lucían los centuriones, permitían a cada soldado ubicarse fácilmente.
En el arco de Constantino en Roma hay cuatro paneles esculpidos cerca del remate que muestran un gran número de estandartes e ilustran algunas de las formas descritas. El primer panel representa a Trajano dándole un rey a los partos: los soldados sostienen siete estandartes. El segundo, conteniendo cinco estandartes, representa la celebración de un sacrificio llamado suovetaurilia.

## Desaparición
Cuando Constantino I abrazó el cristianismo, la cabeza del emperador se sustituyó por el emblema de Cristo (crismón) tejido en oro sobre una tela púrpura. Este estandarte ricamente ornamentado fue llamado lábaro (labarum).

## Utilización para señalizar movimientos
Puesto que los movimientos de un cuerpo de tropas y de cada porción de él estaban regulados por los estandartes, todas las evoluciones, actos, e incidentes del ejército romano se expresaban con frases derivadas de esta circunstancia. Así signa inferre significaba avanzar, referre retirada, y convertere volver; efferre, o castris vellere, salir del campamento; ad signa convenire, reunirse. A pesar de cierta oscuridad en el uso de los términos, parece que, mientras el estandarte de la legión era llamado con propiedad aquila, los de las cohortes se llamaban en un especial sentido del término signa, llamándose a sus portadores signiferi, y a aquellos de los manípulos o divisiones menores de la cohorte se los llamaba vexilla, siendo sus portadores vexillarii. También, aquellos que luchaban en las primeras filas de la legión delante de los estandartes de la legión y de la cohorte se llamaban antesignani.
En estrategias militares a veces era preciso ocultar los estandartes. Aunque los romanos normalmente consideraban cuestión de honor conservar sus estandartes, en algunos casos de peligro extremo el líder mismo los arrojaba sobre las filas enemigas para distraer su atención o para animar a sus propios soldados. Un porta-estandartes herido o moribundo lo entregaba, si era posible, a su general, de quien lo había recibido signis acceptis.

## Batallas en las que el ejército romano perdió águilas
- Batallas donde se perdieron las águilas, unidades que las perdieron y destino de las mismas:
  - 53 a. C.-Batalla de Carras. Legio X de Craso. (recuperadas)
  - 40 a. C.-derrota de Lucio Decidio Saxa en Cilicia. (recuperadas)
  - 36 a. C.-derrota de Marco Antonio. (recuperadas)
  - 19 a. C.-Guerras cántabras en Hispania. Legio I Augusta (perdida? lo que provocó que la Legio I perdiera su título "Augusta")
  - 9--Batalla del bosque de Teutoburgo. Legio XVII, Legio XVIII, y Legio XIX). (Destrucción de las tres legiones; recuperadas dos bajo Tiberio y una bajo Claudio I)
  - 70-Revuelta judía. Legio XII Fulminata. (destino desconocido)
  - 85-Guerra dacia (86-89). Legio V Alaudae. (destino desconocido; destrucción de esta legión)
  - 132-Rebelión de Bar Kojba. Legio XXII Deiotariana. (destino desconocido; destrucción de esta legión

## Recuperación en la Edad Contemporánea
En 1804, Napoleón Bonaparte recuperaría el Águila como símbolo de su casa y emblema del Grande Armée.
La Casa Bernadotte también posee el Águila como emblema.